# Losky
Die Losky waren eine bedeutende Glasmacher- und Industriellenfamilie, die ab 1864 über drei Generationen die „Oranienhütte Franz Losky“ in Schreckendorf in der Grafschaft Glatz betrieben. Das Unternehmen erzeugte Glaswaren von Weltruf und gehörte zu den leistungsfähigsten Glasfabriken Schlesiens. Hergestellt wurden ein besonders reines Kristall- und Pressglas sowie weißes und farbiges Glas. 1924 wurden 500 Mitarbeiter beschäftigt. 1929 erfolgte die Umwandlung des Unternehmens zu einer Aktiengesellschaft.

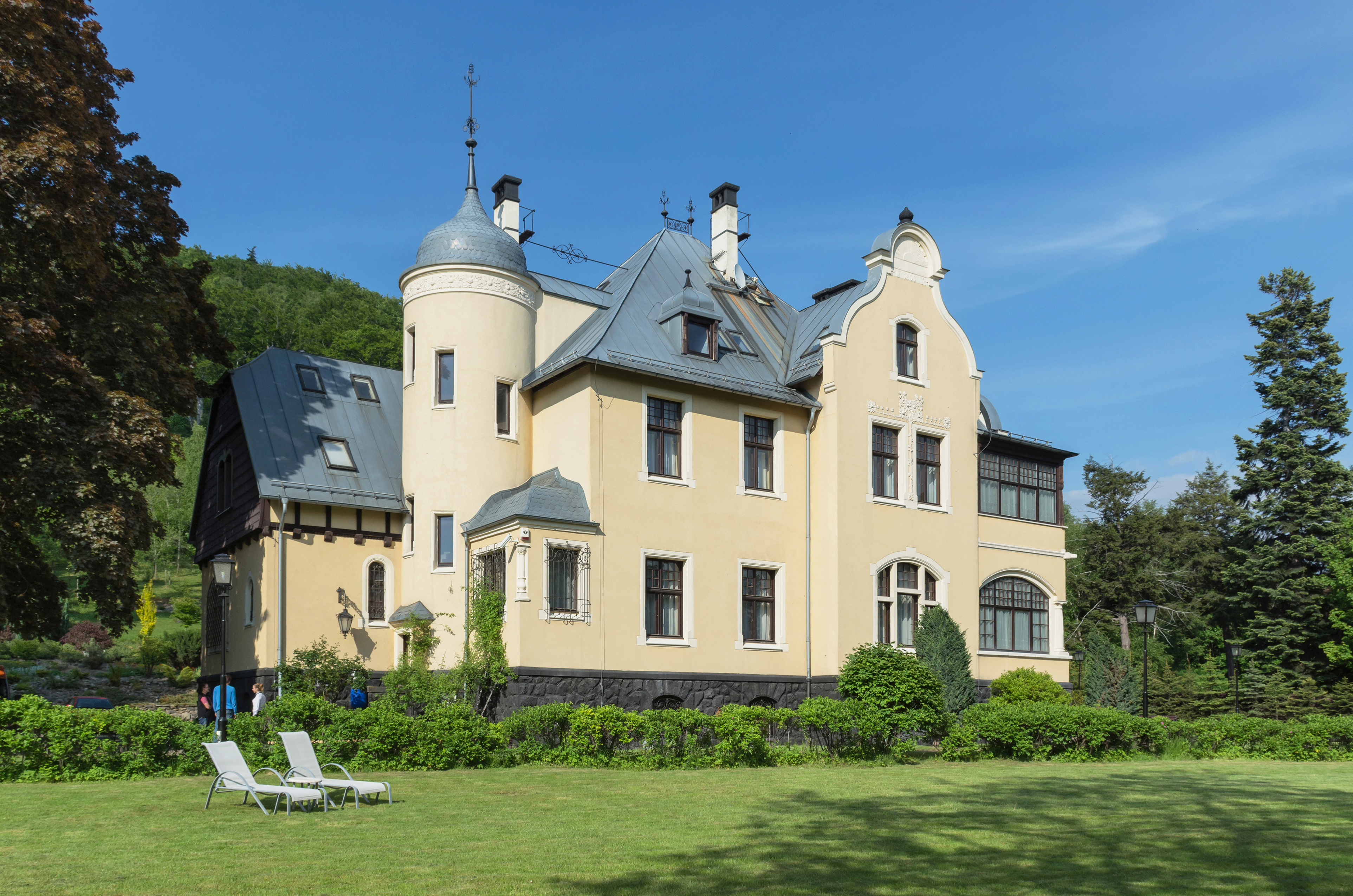
Ehemalige Losky-Villa in Schreckendorf (Strachocin)

## Franz Losky
Begründer der Glasmacherdynastie Losky war Franz Losky. Er wurde am 1. April 1811 in Gläsendorf geboren, wo seine Eltern ein kleines Gasthaus betrieben. Nach Ende der Schulzeit erlernte er die Glasschleiferei und arbeitete anschließend als Geselle bei verschiedenen Betrieben, zuletzt in Schreiberhau im Riesengebirge. Nach dem Tod seines Vaters kehrte er in seinen Geburtsort zurück, um seine Mutter zu unterstützen.
Nachdem er sich mit Theresia Nentwig verheiratet hatte, führte er das elterliche Gasthaus, das an einem Bach mit starkem Gefälle lag. Dort errichtete er unter Ausnutzung der vorhandenen Wasserkraft eine Glasschleiferei. Danach machte er sich selbständig und übernahm Aufträge für die etwa vier Kilometer nördlich entfernt liegende Glashütte der Brüder Rohrbach in Friedrichsgrund. Die Rohware holte er zusammen mit seiner Frau in Kiepen, die am Rücken getragen wurden. Die feingeschliffenen Gläser transportierten beide auf die gleiche Art wieder zurück in die Friedrichsgrunder Glashütte.
Nach einigen Jahren entschloss sich Losky, in den Glashandel einzusteigen. Dazu erwarb er einen Verkaufsraum im unweit gelegenen Bad Reinerz, wo er die von ihm geschliffenen Glaswaren während der Sommermonate verkaufte. Das Rohglas bezog er aus der nahen Glashütte Waldstein. Der geschäftliche Erfolg ließ nicht lange auf sich warten. Seine Kundschaft waren zunächst die Badegäste, die auch Nachsendungen an ihre Heimatorte bestellten. Dadurch wurde sein Geschäft bekannt, so dass er weitere Aufträge von größeren Glashändlern erhielt. Wegen der großen Nachfrage war es für ihn schwierig, entsprechend viel Rohglas zu erhalten. Nachdem er um 1850 die Möglichkeit erhielt, vom damaligen Besitzer der Herrschaft Rückers Hermann von Pückler-Muskau dessen Glashütte Waldstein zu pachten, konnte er das Rohglas selbst in ausreichender Menge herstellen. Durch die Zunahme der Leistungsfähigkeit nahm auch die Anzahl der Aufträge weiter zu. Nachdem Ende der 1850er Jahre eine wirtschaftliche Flaute eingetreten war, gingen die Bestellungen zurück, wodurch sich die Vorräte der produzierten Waren anhäuften. Deshalb brachte Losky die Glasbestände auf den Breslauer Markt, wo er sie zum Verkauf anbot. Die Reisen nach Breslau, die wegen der zerbrechlichen Ware mit größter Umsicht durchgeführt werden mussten, nahmen jeweils eine Woche in Anspruch. Da er dort Musterstücke seiner Gläser auch den Glashändlern vorführte, konnte er neue Geschäftsbeziehungen knüpfen, die zu weiteren Bestellungen führten.
Bereits vor Ablauf des zehnjährigen Pachtvertrages mit Franz Losky beabsichtigte Fürst Pückler-Muskau, die Glashütte Waldstein mit dem zugehörigen Hüttengut zu verkaufen. Noch bevor Losky, dem in dem Pachtvertrag ein Vorkaufsrecht für die Glashütte eingeräumt worden war, ein entsprechendes Angebot abgeben konnte, verkaufte der Fürst 1860 die Hütte sowie die Burg Waldstein Loskys Konkurrenten, den Brüdern Rohrbach. Aus Ärger darüber beschloss nun Losky, der mit dem Glashandel reich geworden war, eine Glashütte aus eigenen Mitteln zu errichten. Da im Bieletal große Vorräte an Sand und neben Holzreichtum auch die Wasserkraft vorhanden war, wählte er Schreckendorf als Standort für die geplante Fabrikanlage. Deshalb wandte er sich an die damalige Besitzerin der Herrschaft Seitenberg, Marianne von Oranien-Nassau mit einer entsprechenden Anfrage. Sie fand sofort Interesse an dem Projekt, zumal sie in Schreckendorf ein Eisenwerk betrieb, das sie damals wegen Unwirtschaftlichkeit einstellen musste.

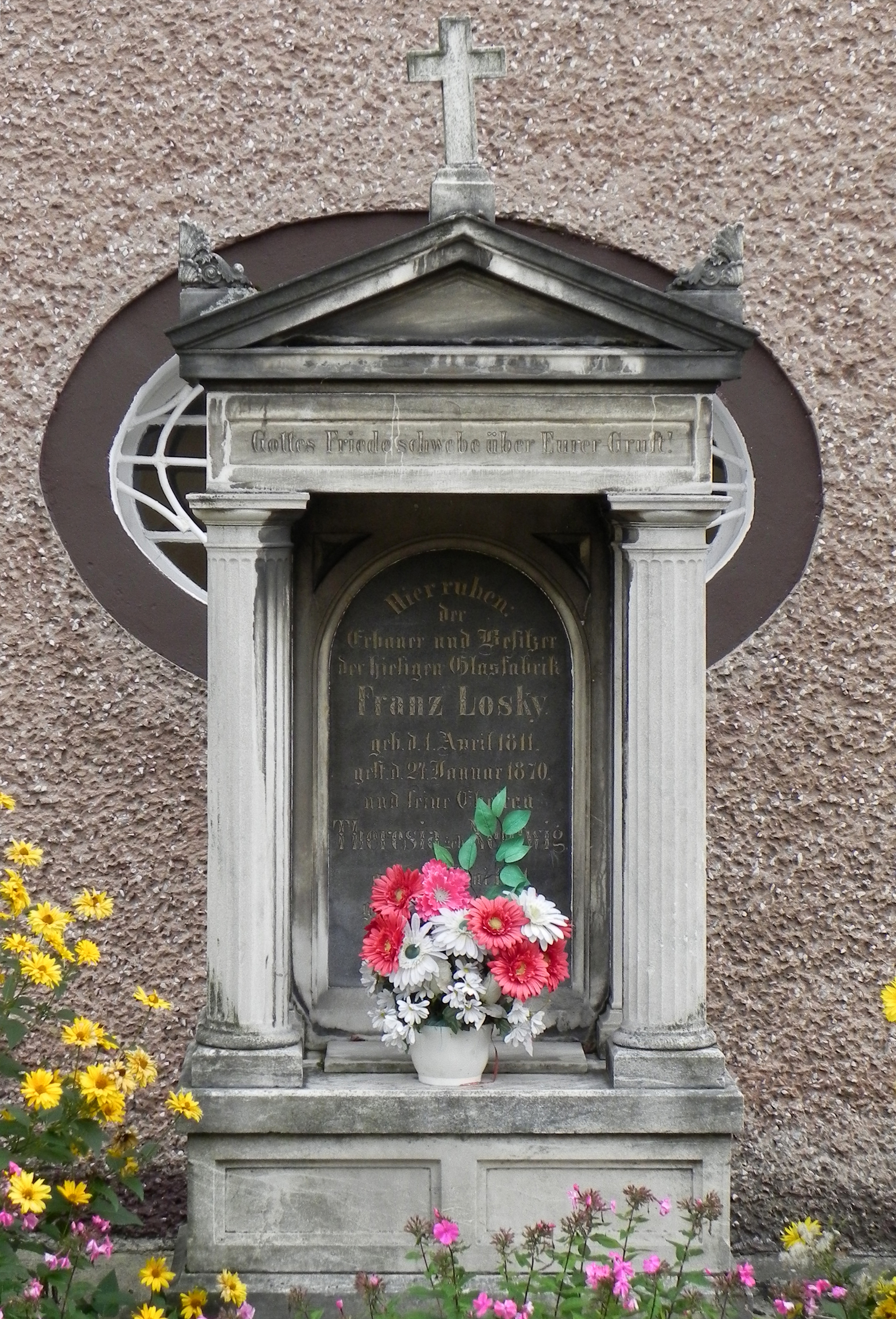
Grabmal für Franz Losky

Für die Anlage der Glashütte erwarb Losky von der Grundherrschaft ein Terrain an der Biele. Es wurde von den Einheimischen als „Hüttenplan“ bezeichnet, vermutlich weil in dem Gebiet schon der frühere Grundherr Stephan Olivier von Wallis eine Glashütte betrieben hatte, die 1795 aufgegeben werden musste. Vertraglich verpflichtete sich die Grundherrin, das Holz für die geplante Anlage zu einem günstigen Preis zu liefern. 1862 begann Losky mit dem Bau der Glashütte, eines Schleifwerkes und eines Wohnhauses. Außerdem wurden Wirtschafts- und Lagergebäude, ein Wehr für die Wasserleitung sowie Wohnungen für die Arbeiter errichtet. Am 28. Februar 1864 wurde die Arbeit in der Hütte aufgenommen. Neun Glasmacher und zwölf Glasschleifer waren Losky aus der Glashütte Waldstein nach Schreckendorf gefolgt. Der Absatz der in der Schreckendorfer Hütte gefertigten Glaswaren war so stark, dass bald nach der Eröffnung ein zweiter Ofen und 1869 eine zweite Schleiferei errichtet werden mussten.
Franz Losky starb unerwartet bereits am 24. Januar 1870 und wurde auf dem Friedhof der Schreckendorfer St.-Maternus-Kirche bestattet, wo sein Grabmal noch erhalten ist. Seine Frau überlebte ihn um zweiundzwanzig Jahre. Testamentarisch bestimmte er seine zwei Söhne zu Erben der Glasfabrik. Da der ältere Sohn gegen eine Abfindungssumme auf sein Eigentumsrecht verzichtete, wurde das Unternehmen von dem jüngeren Sohn Wilhelm Losky weitergeführt.

## Wilhelm Losky
Wilhelm Losky (1841–1887) vergrößerte und modernisierte die Fabrik, errichtete zwei neue Schleifwerke, führte die Glasmalerei sowie den Glasdruck ein und beschäftigte Glasgraveure. Firmenvertreter bereisten ganz Deutschland und die Nachbarstaaten, wo sie den möglichen Großkunden Muster der produzierten Glaswaren vorführten. Für die Betriebsangehörigen baute er Familienwohnungen. 1876 vermählte er sich mit Elise Rasselt aus Waldenburg, die fünf Kinder gebar, von denen zwei im Kindesalter starben.

## Elise Losky
Nach dem frühen Tod Wilhelm Loskys 1887 wurde das Unternehmen von dessen Witwe Elise geborene Rasselt weitergeführt und bedeutend erweitert. Es wurden eine zweite Glashütte mit Wechselöfen sowie zwei neue Schleifwerke erbaut, die mit Dampf betrieben wurden. Für die Betriebsangehörigen wurden großzügige Familienhäuser errichtet.
Der für die Nachfolge vorgesehene älteste Sohn Wilhelm Loskys starb zwanzigjährig an einer Blutvergiftung.

## Eberhard Losky
Letzter Eigentümer der Oranienhütte war Eberhard Losky, vermutlich der jüngere Sohn von Wilhelm Losky. Anfang der 1930er Jahre musste der Betrieb der Glashütte wegen der Wirtschaftskrise eingestellt werden. Die Veredelungsbetriebe arbeiteten bis 1941.